# Dinastia Yuan
Dinastia Yuan ou Iuã ou ainda Iuane; oficialmente Grande Yuan (chinês: 大元, pinyin: Dà Yuán; mongol: ᠶᠡᠬᠡ
ᠶᠤᠸᠠᠨ
ᠤᠯᠤᠰ, Yeke Yuwan Ulus) foi uma linhagem de imperadores de origem mongol fundada por Kublai Khan, neto de Genghis Khan, formalmente em 1271.

## Origem
Os mongóis, sob várias lideranças, foram conquistando no período entre 1211 a 1279 as várias regiões que compunham o atual território da China, na época dividida por mais de 300 anos entre as dinastias Liao e Jin ao norte, os Xi Xia no centro e Sung ao sul. Durante o reinado de Genghis Khan, foram conquistadas várias áreas do norte da China, dentre elas a Manchúria e a cidade de Pequim, após um longo cerco. Seu filho Ogodei conquistou em 1234 a cidade de Kaifeng e iniciou a guerra contra os Song. Porém seu reinado ficou mais conhecido pelas campanhas no Oriente Médio e na Europa, aonde os exércitos mongóis chegaram perto de Viena, tendo esta campanha sido abortada prematuramente devido a sua morte. 
A conquista da China veio a se intensificar ainda mais nos reinados de Möngke Khan e Kublai Khan, principalmente no do último. Durante o reinado de Mangu, ao mesmo tempo em que Hulagu Khan comandava os exércitos mongóis no Oriente Médio e Berque promovia um segundo ataque à Polônia, Kublai Khan prosseguia com a conquista da China. Após a morte de seu irmão, derrotou Arigue Buga (também seu irmão) em uma disputa de poder e se tornou o grande cã do Império Mongol. Uma de suas primeiras atitudes foi transferir a capital de Karakorum para Beijing. 
Em 1279, após aniquilar os últimos remanescentes dos Song na famosa batalha de Yamen, a conquista da China foi enfim concluída. Kublai então fundou uma dinastia ao estilo chinês, transformando-o em uma entidade politicamente distinta do resto do grande Império Mongol que se espalhara pela Ásia durante o século XIII. À essa altura, outras regiões do Império Mongol como a Horda de Ouro e o canato de Chagatai eram na prática independentes. Durante o governo de Kublai Khan, a China viu suas estradas e seus meios de comunicação, bem como suas vias navegáveis restauradas, o que abriu aos chineses a possibilidade de comércio com estrangeiros.

## Evolução política e a dominação sobre a China
A Dinastia Yuan caracterizou-se pela ineficiência administrativa e grave estratificação social, causada, basicamente, pela inexperiência dos mongóis em administração pública — até décadas antes nômades inquietos, organizados em pequenos clãs independentes. Primeiro os governantes mongóis posicionaram todos os mongóis no extrato superior da sociedade, conferindo-lhes isenção de impostos e direitos de propriedade. Em seguida vinham os funcionários públicos. Kublai Khan havia abolido a tradição do concurso público para a seleção de chineses para compor o corpo burocrático do Império.
A decisão de abolir os concursos teve consequências sociais a longo prazo. Até então, muitos jovens de famílias abastadas esforçavam-se para passar nesses exames, para ter uma vida cômoda na administração. Com a abolição dos concursos, estes jovens passaram a procurar outras saídas profissionais, resultando no crescimento do número de professores e de médicos, por exemplo. Ademais, a supressão dos exames também teve repercussões a nível linguístico. Ao não haver os concursos, deixaram de estudar os textos clássicos, e com isso declinou o conhecimento do chinês clássico, fazendo crescer o uso da língua vernácula como meio escrito.
A ineficiência dos mongóis em operar a máquina administrativa de uma civilização tão antiga e complexa fez com que os mongóis importassem, principalmente, turcos e persas para compor a burocracia imperial, e estes estrangeiros, conhecidos como "os de olhos coloridos", compunham a segunda classe social mais importante. Os chineses nativos, a grande maioria da população, encontravam-se nas classes mais baixas. Os Jin ainda possuíam direitos a terras, e a aristocracia chinesa permaneceu no poder local do antigo reino Jin. Os cidadãos comuns tinham direitos restritos a propriedade e ao trabalho, sendo usados no comércio e na prestação de serviços. Os Song, por sua vez, tinham liberdades civis especialmente restritas — não podiam usar armas, nem sair às ruas à noite, por exemplo.

## Campanhas militares contra países vizinhos
Kublai Khan, com o objectivo de estender ainda mais os seus domínios, promoveu algumas campanhas militares contra reinos vizinhos. Em 1274 promoveu um ataque contra o Japão, na época governado pelos Kamakura. Por causa de uma tempestade marítima somada à resistência local o ataque fracassou. Um segundo ataque ocorreu em 1281, também fracassado por uma tempestade marítima, que foi chamada pelos japoneses de camicaze, ou vento divino. Kublai ainda pretendia atacar o Japão novamente em 1286, porém devido a falta de recursos para tal empreitada, isso não foi possível, para além da sua morte 6 anos mais tarde. Também foram feitas campanhas contra os reinos do Sudeste Asiático, sem muito sucesso. Em 1292 foi promovido um ataque contra a ilha de Java, também mal sucedido.
Ainda no plano externo, devido à sua política toda focada na China e reinos vizinhos, as regiões mais distantes do Império, tais como a Rússia, a Pérsia e o Turquestão, foram deixadas de lado, contribuindo assim para a fragmentação do Império Mongol em Canatos independentes menores.

## Derrubada do poder, ascensão da dinastia Ming
Os fracassados programas econômicos que geraram um esvaziamento do tesouro imperial, aliado às rixas entre os sucessores do Imperador (invariavelmente homens fracos e de competência administrativa duvidosa), assim como a situação servil do povo chinês em suas próprias terras foram o rastilho para o surgimento dos movimentos nacionalistas durante a primeira metade do século XIV. A corrupção estatal também foi um fator para a queda do Império, levando os muçulmanos a unirem-se com os pretendentes da nova dinastia e a antiga família real chinesa a fim de expulsá-los da China.
Numa tentativa de reverter tal situação, o sistema de concursos públicos foi restaurado em 1315. A matéria desses novos exames tornou-se uma versão simplificada do cânone neoconfuciano de Zhu Xi. Havia dois tipos de exames: um mais fácil para os mongóis e demais povos não chineses; e o outro mais difícil aos chineses. A adoção desse cânone neoconfuciano teria consequências a longo prazo e manter-se-ia durante as dinastias seguintes até a nova abolição do sistema de exames em 1905.
A dinastia Yuan perdurou até 1368, quando uma revolta camponesa instaurou a dinastia Ming no poder.

## Ciência e tecnologia
O domínio mongol sob a dinastia Yuan viu avanços tecnológicos a partir de uma perspectiva econômica, com a primeira produção em massa de notas de papel por Kublai Khan no século XIII.

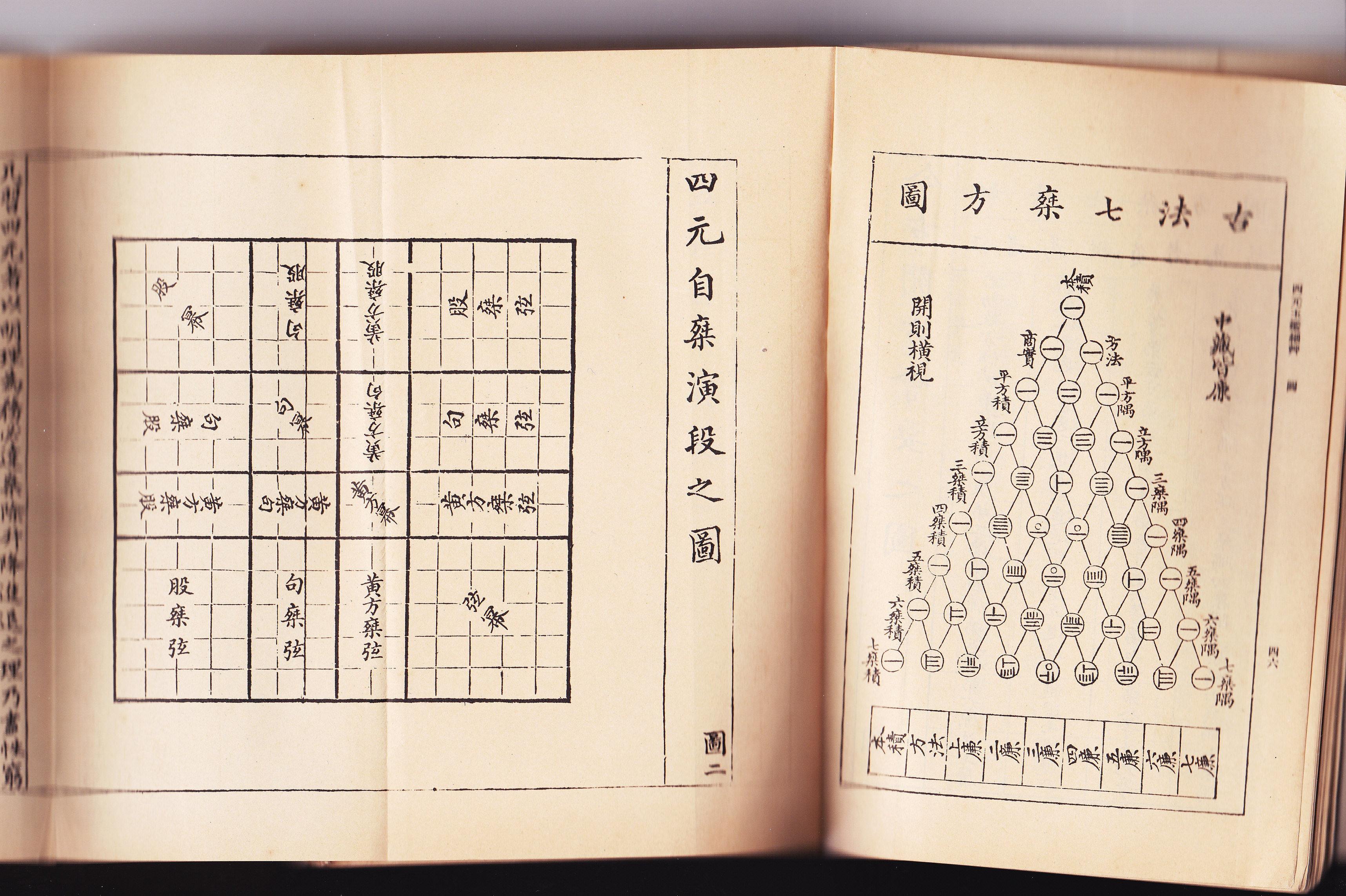
Espelho de Jade dos Quatro Desconhecidos
(四元玉鉴), escrito em 1303.

Em matemática, o matemático Zhu Shijie (1249–1314) usou um método de eliminação para reduzir as equações simultâneas a uma única equação com apenas um desconhecido e avanços na álgebra polinomial foram feitos por matemáticos durante a era Yuan. Zhu resolveu equações simultâneas com até quatro incógnitas usando um arranjo retangular de coeficientes, equivalente a matrizes modernas. Seu método é descrito no Espelho de Jade dos Quatro Desconhecidos (四元玉鉴), escrito em 1303. As páginas de abertura contêm um diagrama do triângulo de Pascal. A soma de uma série aritmética finita também é abordada no livro.
Guo Shoujing aplicou a matemática na construção de calendários. Ele foi um dos primeiros matemáticos da China a trabalhar na trigonometria esférica. Gou derivou uma fórmula de interpolação cúbica para seus cálculos astronômicos. O conhecimento matemático do Oriente Médio foi introduzido na China sob o governo mongol e os astrônomos muçulmanos trouxeram numerais arábicos para a China no século XIII.

A tradição médica chinesa do Yuan tinha "Quatro Grandes Escolas" que o Yuan herdou da dinastia Jin. Todas as quatro escolas foram baseadas na mesma base intelectual, mas defendiam diferentes abordagens teóricas em relação à medicina. Os curandeiros eram divididos em médicos não-mongóis chamados otachi e xamãs mongóis tradicionais. Os mongóis caracterizaram os médicos otachi pelo uso de remédios herbais, que se distinguiam das curas espirituais do xamanismo mongol. Estudiosos confucianos foram atraídos para a profissão médica porque asseguravam uma alta renda e a ética médica era compatível com as virtudes confucianas. Sob os mongóis, a prática da medicina chinesa se espalhou para outras partes do império. Os médicos chineses foram levados por campanhas militares pelos mongóis à medida que se expandiam para o oeste.

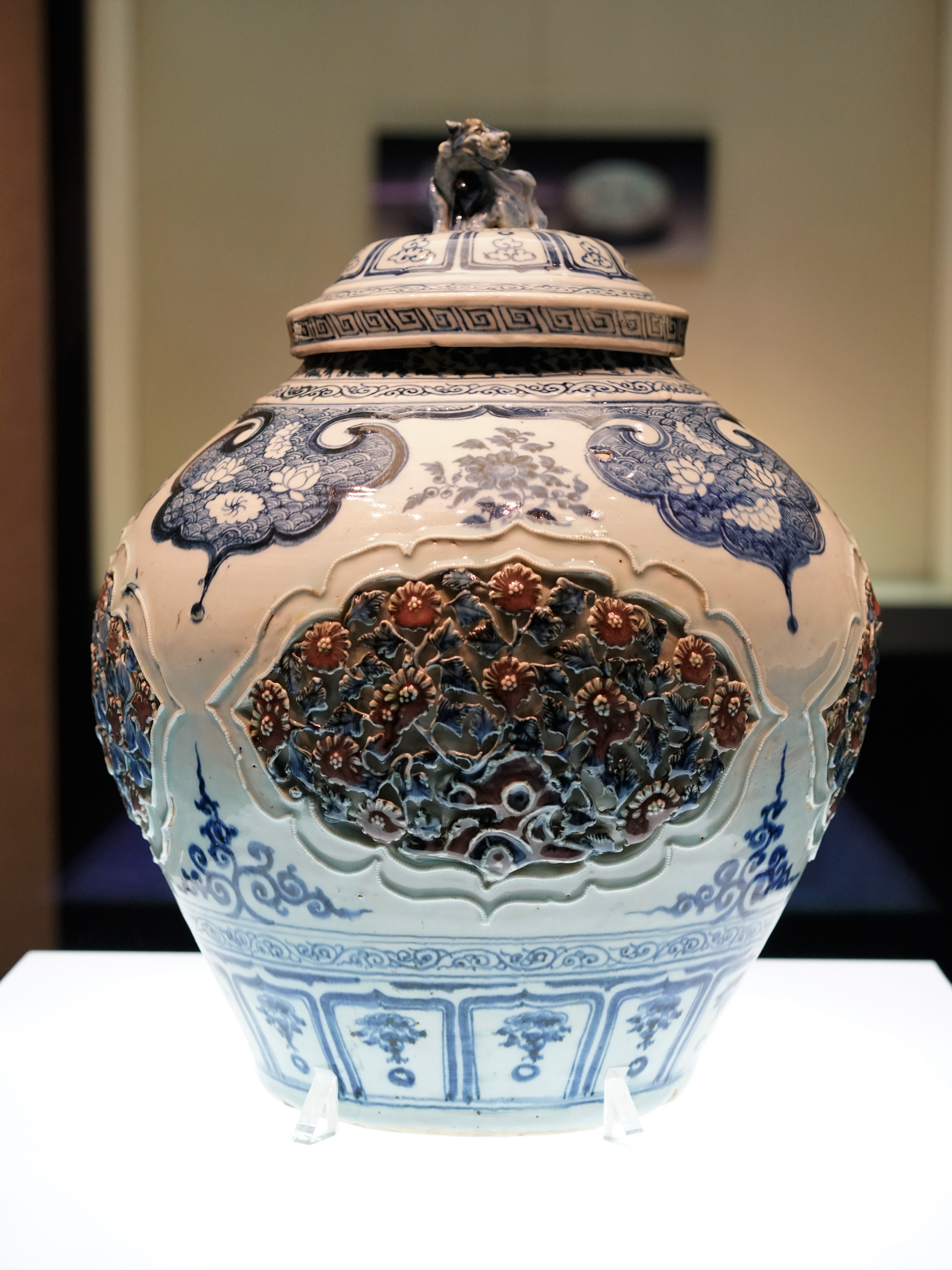
Frasco coberto azul e branco com design floral no fundo-vidrado vermelho e azul, escavado em Baoding.

Vários avanços médicos foram feitos no período Yuan. O médico Wei Yilin (chinês: 危亦林, pinyin: Wēi Yìlín; c. 1277–1347) inventou um método de suspensão para reduzir as articulações deslocadas, que ele fazia usando anestésicos. O médico mongol Hu Sihui descreveu a importância de uma dieta saudável em um tratado médico de 1330. A medicina ocidental também era praticada na China pelos cristãos nestorianos da corte Yuan, onde às vezes era rotulada como "huihui" ou medicina muçulmana. Os médicos Huihui, que trabalhavam em dois hospitais imperiais, eram responsáveis por tratar a família imperial e os membros do tribunal.
Os governantes mongóis patrocinaram a indústria de impressão Yuan. A tecnologia de impressão chinesa foi transferida para os mongóis através do Reino de Qocho (chinês tradicional: 高昌回鶻, pinyin: Gāochāng Húihú, lit. ‘Qocho Uyghurs’, Mongol ᠦᠶᠭᠦᠷ Uihur "id.") e intermediários tibetanos. A publicação de um texto taoísta inscrito com o nome de Töregene Khatun, a esposa de Ögedei, é uma das primeiras obras impressas patrocinadas pelos mongóis. Em 1273, os mongóis criaram a Diretoria da Biblioteca Imperial, um escritório de impressão patrocinado pelo governo. Escolas locais e agências governamentais foram financiadas para apoiar a publicação de livros. Uma das aplicações mais notáveis da tecnologia de impressão foi o chao, o papel-moeda no período Yuan. Chao foi feito a partir da casca de amoreiras. O governo Yuan usou blocos de madeira para imprimir papel-moeda, mas mudou para placas de bronze em 1275.
Em cerâmica chinesa do período foi um dos de expansão, com a grande inovação o desenvolvimento em porcelana Jingdezhen (chinês: 景德镇陶瓷), utensílios de cerâmica com fundo-vidrado pintado em azul e branco. Isto parece ter começado nas primeiras décadas do século XIV, e no final da dinastia quando ela estava madura e bem estabelecida. Outros tipos principais de utensílios de cerâmica continuaram sem uma ruptura acentuada no seu desenvolvimento, mas houve uma tendência geral para algumas peças de tamanho maior e mais decoração. Isso geralmente é visto como um declínio do refinamento da música. As exportações expandiram consideravelmente, especialmente para o mundo islâmico.